# Аксиоматичен метод
Аксиоматичен метод – начин на дедуктивно построяване на научна теория, при който се приема система от аксиоми с недефинируеми в рамките на дадена теория първични понятия и по съответни правила за извод се изваждат всичките останали нейни положения. Аксиоматичната теория трябва да бъде непротиворечива, пълна, с независимост между аксиомите.
Аксиоматиченият метод се прилага главно в математиката. В нематематическите науки приема формата на хипотетично-дедуктивен метод.